# HC Zalău
HC Zalău er en rumænsk kvindehåndboldklub fra byen Zalău i Rumænien. Klubben holder til i Sala Sporturilor.

## Holdet 2017-18
| Målvogtere - 01 Raluca Kelemen - 12 Paula Vișan - 16 Adina Sabău Fløjspillere LW - 10 Valentina Panici (C) - 14 Dana Abed Kader RW - 09 Andrada Trif - 08 Cristiana Nica Stregspillere - 11 Raluca Ionela Irimia - 23 Ana Ciolan | Bagspillere LB - 20 Maria Claudia Constantinescu - 17 Sabrina Lazea - 22 Andreea Stîngă CB - 18 Roxana Rob - 03 Diana Nichitean RB - 19 Ana Maria Dragut - 05 Larisa Tămaș |